# Recyclingbeton
Als Recyclingbeton (kurz: RC-Beton) wird ein Beton bezeichnet, der rezyklierte Gesteinskörnungen enthält. Der Einsatz von RC-Beton geht mit Vorteilen wie der Schonung endlicher Steine-Erden-Rohstoffe oder der Reduzierung der Flächennutzung durch übertägige Abbaustätten einher.

## Herstellung und Qualität
Die Qualität von Recyclingbeton hängt vom angewendeten Aufbereitungsverfahren und dem Recyclingmaterial ab. Sowohl die Bestandteile des Granulats als auch die Korngrößenverteilung spielen eine Rolle. Wird der Bauschutt nur gebrochen und ohne Klassierung (Trennung nach Korngröße) beigemischt, entsteht ein RC-Beton mit geringer Festigkeit, da Korngrößenverteilung, Mehlkorngehalt und Zugabewasser nicht optimal aufeinander abgestimmt werden können. Dieses Material kann z. B. im Straßenbau als Verfüllung und zur unterirdischen Einbettung von Leitungen verwendet werden.
Wird das Abbruchmaterial hingegen nach dem Brechen durch Siebklassierung und Sichten entsprechend der üblichen Kornfraktionen sortiert, kann Beton produziert werden, der auch den höheren Anforderungen im Hochbau entspricht.
Bei den Aufbereitungsverfahren unterscheidet man Nass- sowie Trockenaufbereitung. In der Nassaufbereitung werden analog zur Wandkiesaufbereitung Schmutzpartikel aus dem Material herausgewaschen und es kann zusätzlich optisch getrennt werden. Werden die Schmutzpartikel im aufbereiteten Material belassen, wirkt sich dies negativ auf die Betonqualität aus. Der Qualitätsverlust wird in der Regel durch die Zugabe von mehr Zement kompensiert. Die größere Menge an Zement bewirkt dann eine schlechtere CO2-Bilanz des RC-Betons. Je nach Herstellungsverfahren (Nass- oder Trockenaufbereitung) ergibt sich somit eine unterschiedliche Ökobilanz vom Recyclingbeton.
Nach Minergie macht es ökologisch Sinn, einen RC-Beton mit 25 % RC-Gesteinskörnung bis maximal 25 km (Luftlinie) weiter zu transportieren als Primärbeton. Beim nachhaltigsten Herstellungsverfahren (Nassaufbereitung-Rohmaterial Mischabbruch-optische Trennung), kann ein RC-Beton aus ökologischer Sicht laut UMTEC Rapperswil, gemessen an UBP (Umweltbelastungspunkte) Methode der ökologischen Knappheit bis zu maximal 135 km weiter transportiert werden als ein Primärbeton.

### Recyclingbeton aus Betongranulat
Betongranulat besteht zu mindestens 95 Prozent aus reinem Betonbruch. RC-Beton der mit diesem Material hergestellt wurde stellt den hochwertigsten Beton unter den Recyclingbetonen dar und wird auch im konstruktiven Betonbau eingesetzt. Besonders in der Schweiz hat sich die Verwendung dieses Betons im Baugewerbe etabliert. In Deutschland ist der Einsatz eher selten.

### Recyclingbeton aus Mischgranulat
Mischgranulat, ein Gemisch aus Betonbruch und Mauerwerksbruch, wie z. B. Backstein, Ziegel und künstlichem Kalksandstein. RC-Beton aus Mischgranulat wird überwiegend für anspruchslose Anwendungen wie Füllbeton oder Magerbeton eingesetzt.